# Paus Stefanus IV (V)
Stefanus IV (V)(Rome, ca. 770 - aldaar, 24 januari 817) was de 97e paus. Hij werd op 22 juni 816 verkozen als opvolger van paus Leo III.
Zijn korte pontificaat was van relatief grote betekenis, omdat hij toenadering zocht tussen het pauselijk gezag en het versterkte Frankische koningschap. Paus Stefanus IV kroonde Lodewijk de Vrome (koning van de Franken en zoon van Karel de Grote) tot keizer in 816. Deze zette echter (naar oud gebruik) de kroon zelf op zijn hoofd.
Cursief: tegenpaus